# Geocentrikus világkép

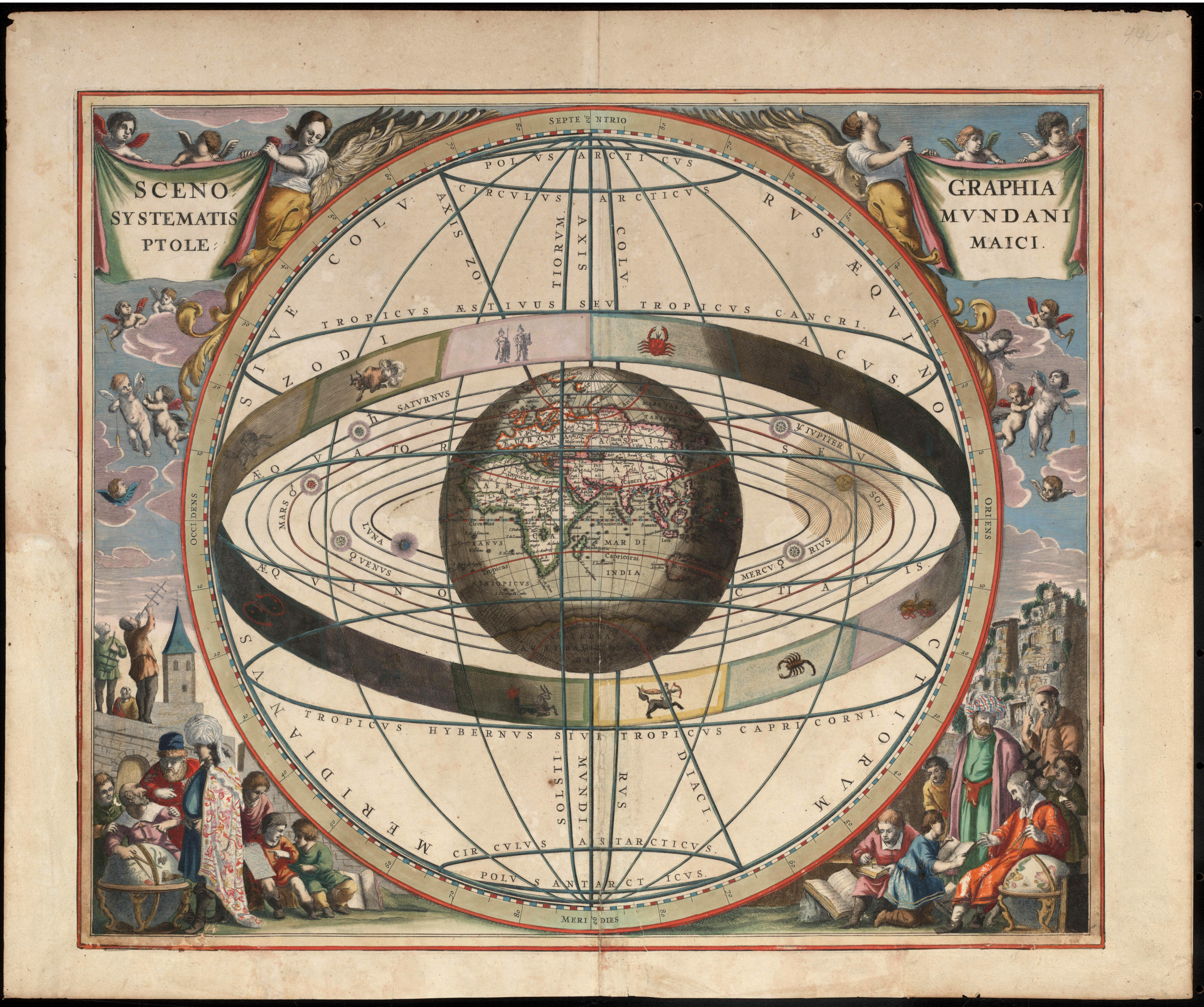
A ptolemaioszi világkép. Illusztráció Andreas Cellarius Harmonia macrocosmica seu atlas universalis et novus, totius universi creati cosmographiam generalem, et novam exhibens című művéből (1661)

A geocentrikus világkép az a mára tévesnek bizonyult elmélet, amely szerint a Föld a világmindenség középpontja, így körülötte kering az összes többi égitest. Az elmélet az ókori Görögországból származtatható, tökéletesítője Klaudiosz Ptolemaiosz volt. Domináns kozmológiai elképzelés volt egészen a heliocentrikus világkép újkori elterjedéséig.

## Kialakulása, fejlődése az ókori Görögországban

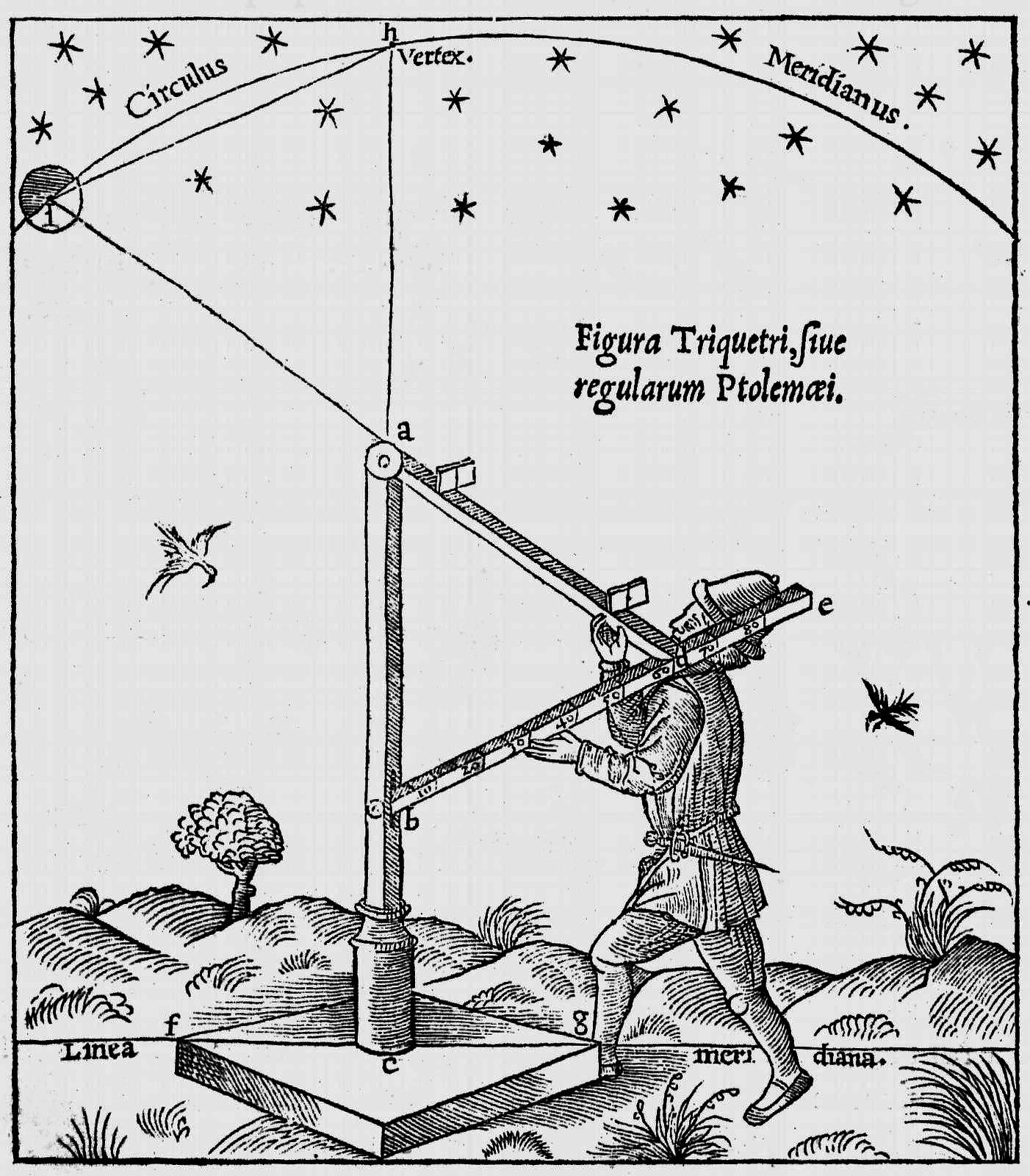
Parallaktikus vonalzó (Triquetrum), amelyet már Ptolemaiosz is használt magassági szögek mérésére

A geocentrikus világkép abból a szemléletből eredeztethető, miszerint a Nap és a csillagok a Föld körül látszólagos pályán mozdulnak el. Ez a látszólagos elmozdulás már az ókorban ismert volt a napszakok váltakozása által.
A geocentrikus világkép megalkotója minden bizonnyal az i. e. VI. században élt Anaximandrosz volt, aki a Földet hatalmas, alacsony és széles hengernek képzelte, amely a levegőben lebeg és örök égi tűz veszi körül. Szerinte az égitestek nem léteznek fizikai valóságként, hanem ezt a tüzet látjuk egy, a Föld körül keringő tüzes kerék résein át bevilágítani. A tüzes kerék mozgásával magyarázhatóvá vált az égitestek látszólagos pályája. Hasonló intuitív, ám konkrét megfigyelések híján filozófiai spekulációnak számító elméletet dolgozott ki Anaximenész is, aki szerint az égbolt egy, a Földet mint középpontot körülvevő forgó kristálygömb, a csillagok pedig a kristálygömbbe vert szögek.
Az első komolyabb fejlődést a geocentrikus világkép történetében a pithagoreus iskola tagjai valósították meg, ők ugyanis rájöttek, hogy a Föld is egy égitest, így a többi égitesthez hasonlóan gömb alakú. Maguk a pithagoreusok ugyan nem állították a Földet a kozmosz középpontjába, mégis az ókori Görögországban széles körben elfogadott gondolattá vált ezen elméletnek az anaximandroszi képpel való kombinálása, mely szerint a Föld gömbölyű és körülötte valódi égitestek keringenek. Ezen világkép hirdetői közt találunk olyan nagy, klasszikus filozófusokat, mint Platón, aki még csak hipotézis szintjén sem vetette fel a heliocentrikus világképet. Platón tanítványa volt az az Eudoxosz, aki kidolgozta az első, körpályákból álló komplex bolygórendszert. Az ő modelljében is a Föld szerepel a kozmikus középpontban, ám itt már az égitestek pályájának jellege is részletezve van.
Mindezen elméletek összegzője Ptolemaiosz volt, aki i. sz. 150 körül megírta Almageszt néven ismert fő művét. Ebben a műben a geocentrikus világkép négy alapvetését szögezi le a szerző:
- A Föld mozdulatlan (a geocentrikus világkép alapja);
- A bolygók kör alakú pályákon keringenek (eudoxoszi nézet);
- A keringési sebességek állandóak (szemlélet);
- A keringési pályák középpontja egy, a Földhöz közeli pont (nem állította, hogy a Föld a világmindenség középpontja, de úgy találta, hogy nagyon közel van hozzá).[3]

Ezen utolsó alapvetésből származtatta Ptolemaiosz a hurokszerű látszólagos bolygómozgásokat, amelyeknek magyarázatára részletesen kitért az Almagesztben. Ugyancsak az Almagesztben találjuk az első tudományos igényű bizonyítást a geocentrikus világképre vonatkozóan, mely szerint csak úgy lehetséges a csillagok egyenlő eloszlása a horizont fölött és alatt, ha "középről nézzük" őket. Ez a mű annyira nagy hatással volt az akkori világképre, hogy Ptolemaioszt sokan mind a mai napig a geocentrikus világkép atyjának tartják. Annyi bizonyos, hogy az ókorban és a középkorban mindvégig fontos szerepe volt a tudományos vizsgálódásban, meghatározva a hivatalos álláspontot.

## Előnyei és hátrányai

### Előnyei
- Minden égitest mozgását leírja, általánosan használható.
- Összhangban van a megfigyelésekkel, magyarázza a különös mozgásokat.
- Segítségével megjósolható az égitestek pontos pozíciója a jövőben.
- Fejleszthető, pontosítható.

### Hibái
- Mindegyik alapvetése helytelen (később igazolódott be).
- Kezdetben elhanyagolható hibák jelennek meg benne, azonban távoli előrejelzéseknél már ezek is nagy pontatlanságot adnak.
- Bonyolult, és a pontosság, illetve a hosszú távú előrejelzés igényével még bonyolultabbá válik.

## Hatása a középkori csillagászatra

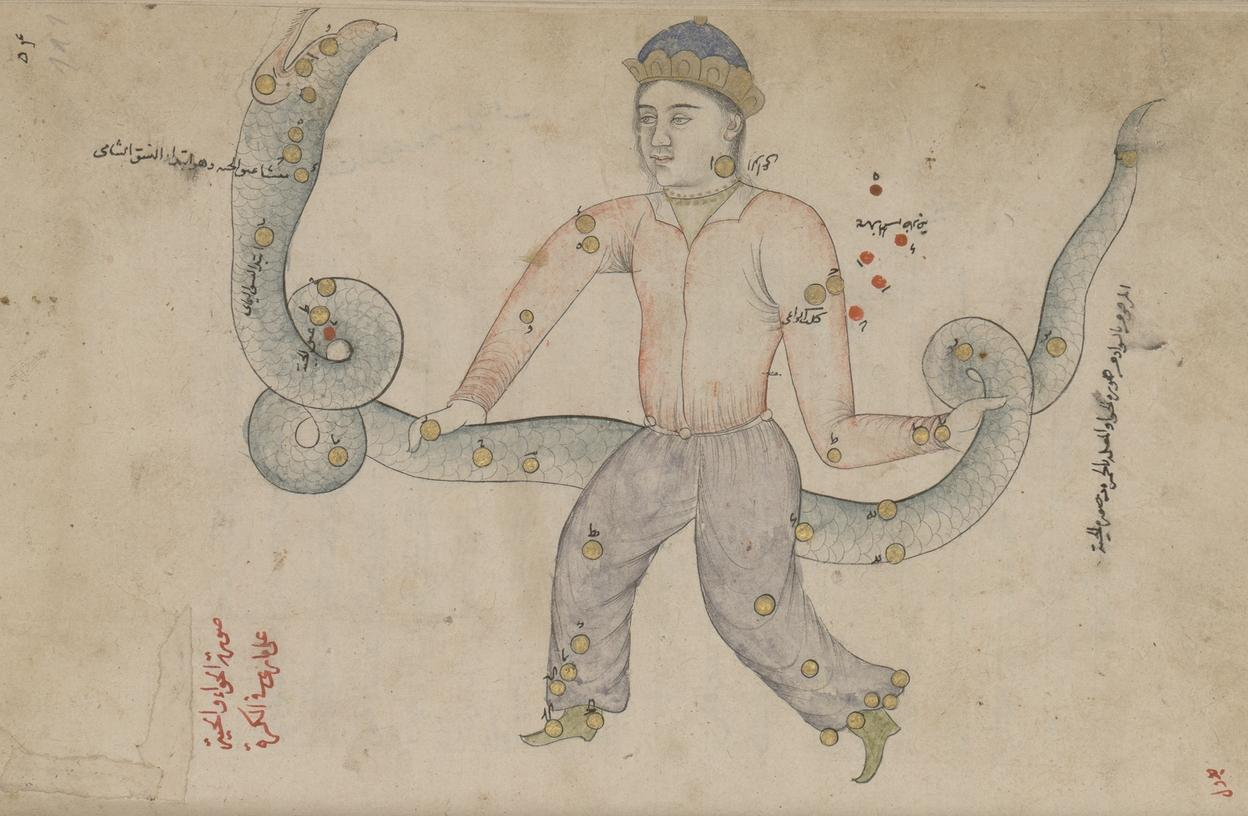
A Kígyótartó csillagkép, illusztráció Abd al-Rahman al-Sufi perzsa csillagász Kitab suwar al-kawakib című művéből (1009)

A görög csillagászat eredményeire a Római Birodalom bukása utáni Európa nem volt fogékony, azok később kerültek vissza a kontinensre, arab közvetítéssel. Az arabok tanulmányozták az ógörög csillagászok műveit, Ptolemaiosz táblázatai alapján saját csillagkatalógusokat szerkesztettek, elfogadva a geocentrikus világkép helyességét. Az iszlám csillagászok átvették a görög csillagképek neveit, sok csillag egyedi nevét is
lefordították, de felhasználták a perzsa-arab népi csillagkép elnevezéseket is. Amikor az arab szövegeket elkezdték lefordítani latin nyelvre a 12. századtól kezdve, a hagyományos arab csillagnevek átkerültek a latinul beszélő és író tudományos életbe.
Mivel Európában a katolikus egyház dogmaként tekintett a ptolemaioszi világképre, a 15. századig akadályozva volt a csillagászat bárminemű fejlődése. A geocentrikus világképet a teremtéstörténet megerősítőjének tartották, ezért eretnekségként, az emberi lénynek, mint a Teremtés koronájának a tagadásaként fogadtak bármilyen azzal ellentétes nézetet. A 15. században azonban a hajózás fejlődésével és a pontos tájékozódás érdekében végzett megfigyelésekkel világossá vált, hogy a ptolemaioszi rendszer nem tökéletes, a táblázatok adatai nem mindig egyeznek az észlelésekkel.

## Bukása

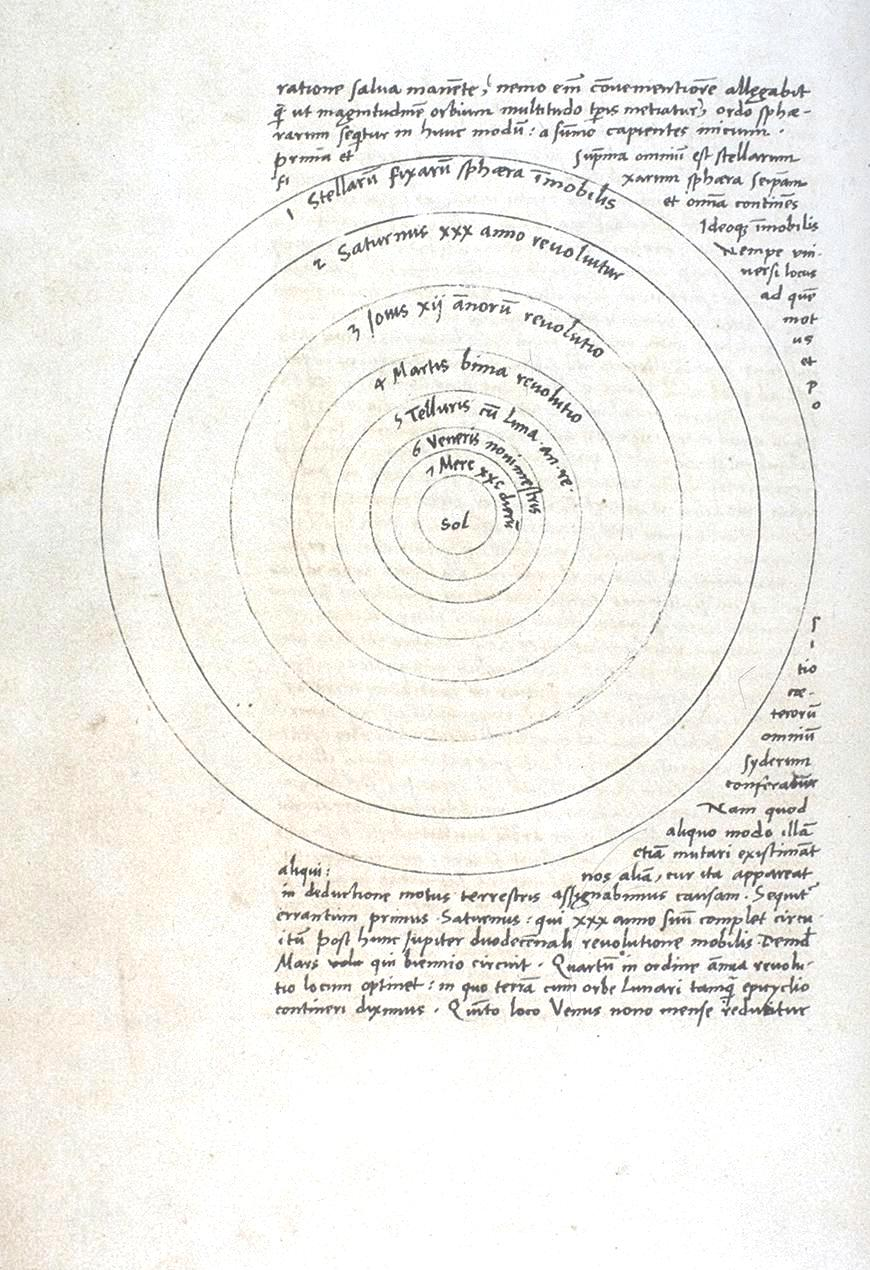
Kopernikusz fő műve, a De Revolutionibus Orbium Coelestium (Az égi pályák körforgásáról) 1543-ban jelent meg Nürnbergben

Bár szamoszi Arisztarkhosz már az ókorban azt a következtetést vonta le, hogy mivel a Nap sokkal nagyobb a Földnél, nem keringhet körülötte, a heliocentrikus világkép elterjedése csupán a 16. század elején vált lehetségessé Kopernikusz munkássága és a komoly matematikai apparátus révén.
Annak ellenére, hogy Giordano Brunót 1600-ban tanaiért (amelyek közt szerepelt a heliocentrikus világkép is) máglyahalálra ítélték, Galileo Galileit pedig 1633-ban megfigyelésekre alapozott heliocentrikus tanainak visszavonására kényszerítették, a 17-18. század fordulójától kezdve a Nap-központú kozmoszmodell vált uralkodóvá.
Napjainkban széles körben elfogadott és bizonyított elmélet a heliocentrikus kép, bár nem az eredeti változatában, hanem a relativitáselmélet tükrében: mivel mozgás szempontjából minden pont egyenértékű egymással, ezért nincs értelme abszolút középpontról (a világmindenség közepéről) beszélni, ám mivel a körpályát leíró testek nem tehetetlenségi vonatkoztatási rendszerek, ezért értelme van a csillag körül keringő bolygók fogalmának. Ma már tudjuk, hogy a csillag is elmozdul egy bolygó keringése során (ezen alapszik az egyik legismertebb exobolygó-kimutatási módszer), ám a newtoni mechanika és megfigyeléseink szerint elmozdulása sokkal kisebb, mint a bolygóé, így nem kerülheti meg azt.
1992-ben II. János Pál pápa bocsánatot kért a katolikus egyház nevében Galilei üldöztetéseiért, ezzel hallgatólagosan elfogadva a geocentrikus világkép bukását. Mindezek ellenére azonban napjainkban is léteznek olyan csoportosulások, melyeknek hívei még mindig hisznek e nézetben.